# The Take - Una storia criminale
The Take - Una storia criminale è una miniserie televisiva di 4 puntate, tratta dall'omonimo romanzo di Martina Cole (uscito in Italia con il titolo Onore di famiglia), trasmessa da Sky 1 in Inghilterra nel 2009.
È il corrispettivo inglese dell'italiano Romanzo criminale e il romanzo è ormai un best seller.
Il cast è ricco di importanti attori britannici, su tutti spiccano Brian Cox e Tom Hardy.

## Trama
La storia inizia nel 1984 con il rilascio dalla prigione di Stato, dopo un lungo periodo di detenzione, di Freddy Jackson (Tom Hardy), che al momento dell'arresto era un piccolo malavitoso. Una volta fuori di prigione si reincontra con il cugino, amico di vecchia data, nonché sua controparte, Jimmy Jackson (Shaun Evans). In poche ore Freddy si rituffa nei bassifondi di Londra, senza che l'idea di diventare un cittadino modello gli passi per la mente; al contrario il suo obiettivo ora è di diventare il nuovo Boss della criminalità organizzata londinese. In prigione ha conosciuto Ozzy (Brian Cox), il quale nonostante la prigionia resta il burattinaio di tutta la mala locale. Grazie agli insegnamenti di Ozzy, ad una buona dose di personalissima cattiveria e intraprendenza, ma soprattutto senza alcuna paura grazie all'uso sfrenato di alcolici e stupefacenti, Freddy riesce a scalare posizione nel mondo criminale, utilizzando Jimmy come suo contabile. Il cugino, infatti, è più razionale e coscienzioso, ma ciò nonostante anch'egli si farà inghiottire dal mondo in cui vivono.
Freddy Jackson è sposato con Jackie (Kierston Wareing), la quale, innamoratissima del marito, sopporta la sua condotta selvaggia e sfacciatamente adultera. Jimmy Jackson invece è fidanzato con Maggie Summers (Charlotte Riley), sorella di Jackie, che però è desiderata anche da Freddy.
La famiglia dovrebbe essere unita, ma con l'evolversi degli eventi non sarà una vita così semplice.